# اچ‌ام‌اس فوبه (۱۷۹۵)
اچ‌ام‌اس فوبه (۱۷۹۵) (به انگلیسی: HMS Phoebe (1795)) یک کشتی بود که طول آن ۱۴۲ فوت ۹ اینچ (۴۳٫۵۱ متر) بود. این کشتی در سال ۱۷۹۵ ساخته شد.